# Cantemir Rișcuția
 Cantemir Rișcuția (n. 8 septembrie 1923, Cetatea Albă – d. 17 ianuarie 2003, București) a fost profesor universitar doctor în medicină și chirurgie și antropologie.

## Biografie
Cantemir Rișcuția a fost fiul lui Moise Rișcuția, ofițer în armata austro-ungară, comandantul Gărzii Naționale Române din Arad.
Între 1934–1942 urmează Colegiul Național „Moise Nicoară” din Arad.
Între 1942–1949 urmează Universitatea de Medicină și Farmacie „Carol Davila” din București, devenind doctor în medicină și chirurgie și Facultatea de Biologie a Universității din București. 
În 1949 își susține teza de doctorat în antropologie, "Studiu asupra bipartiției malare la români", realizată la Institutul de Antropologie "Francisc Iosif Rainer". Inițial a lucrat ca și conservator de muzeu la Institutul de Antropologie, apoi asistent la Institutul "I. Cantacuzino". 
Între anii 1956-1993 este cercetător la Institutul de Cercetări Antropologice "Fr. I. Rainer", la Institutul Național de Medicină Legală „Prof. Dr. Mina Minovici” și la Institutul "Victor Babeș" din București.
Folosind metoda profesorului Mihail Mihailovici Gerasimov și propriile sale metode, ca foto stereometria, pe care le-a aplicat ulterior în Olanda și Germania, a realizat numeroase reconstituiri fizionomice, printre care cele de la Schela Cladovei și Vărăști și de asemenea, reconstituirea lui Homo erectus modjokertensis, pitecantrop din Indonezia. 
Împreună cu soția sa, Ioana–Irina Rișcuția, colaboratoarea sa permanentă, a efectuat un studiu amplu de antropologie a populației a peste 6.000 de locuitori din regiunea Apuseni. 
A colaborat împreună cu soția sa, Ioana–Irina Rișcuția, cu mai multe muzee din România. La Muzeul Național de Istorie Naturală „Grigore Antipa” au realizat între anii 1965–1966, cinci microdiorame cu tema "Originea și evoluția omului", apoi sala "Evoluția omului" la Muzeul Național al Banatului din Timișoara. 
Deosebit de semnificativă a fost de-a lungul anilor, colaborarea doctorului Rișcuția cu poliția la recunoașterile fizionomice pentru reconstituirea victimelor și mai ales a infractorilor, din care cea mai cunoscută este "cazul Râmaru", un criminal în serie.
Dr. Cantemir Rișcuția a participat la numeroase manifestări științifice internaționale, unde realizările sale au apreciate laudativ.
De-a lungul carierei a efectuat zeci de reconstituiri plastice și a scris peste 230 de lucrări științifice și monografii.
A ținut cursuri la Universitatea de Vest „Vasile Goldiș” din Arad, apoi la Universitatea Ecologică din București și la Universitatea Titu Maiorescu din București.
A decedat în 2003 la București la Spitalul Universitar de Urgență Elias, fiind apoi înmormântat în Cimitirul „Eternitatea” din Arad.
Ca recunoaștere a întregii sale activități în domeniul antropologiei, se deschide în 2018 Primul Muzeu de Antropologie „Dimitrie Rișcuția” privind evoluția umană în Munții Zărandului, unic în România, realizat de Universitatea de Vest „Vasile Goldiș” din Arad

## O parte din lucrări
- 1951 „Expunerea muzeistică a evoluției omului prin tehnica picturii pe sticlă în negatoscop”[1]
- 1964–1965: cinci microdiorame cu tema "Originea și evoluția omului" aflate la Muzeul Național de Istorie Naturală „Grigore Antipa”[1]
- 1965: reconstituirile fizionomice pe serii de cranii, la cimitirele de la Histria, Târpești și Orlea[7] utilizând metoda profesorului Mihail Mihailovici Gherasimov și metodele proprii[1]
- 1965–1968: reconstituirea craniului și feței lui Homo erectus erectus Sangiran II pentru profesorul Gustav Heinrich Ralph von Koenigswald de la Universitatea din Utrecht[1]
- 1967–1968: reconstituirea craniană și fizionomică a calotei de copil de Homo erectus de la Modjokerto din Java tot pentru pentru profesorul Gustav Heinrich Ralph von Koenigswald de la Universitatea din Utrecht. Această reconstituire a fost filmată etapă cu etapă de către Studioul Cinematografic Alexandru Sahia, documentarul de 12 minute terminat în 1970 reprezentând o premieră mondială[1] fiind difuzat la emisiunea Teleenciclopedia
- 1971–1973:  reconstituirea feței unuia dintre martirii creștini descoperiți la Tropaeum Traiani[1]
- 1972: reconstituirea fizionomică a femeii de la Steinheim (Homo sapiens praesapiens steinheimensis) la Universitatea din Braunschweig pentru profesorul Gottfried Kurth, când a fost invitat ca profesor‑oaspete (Gastprofessor) cu bursă Deutsche Forschungsgemeinschaft la mai multe institute de antropologie din Germania[1]

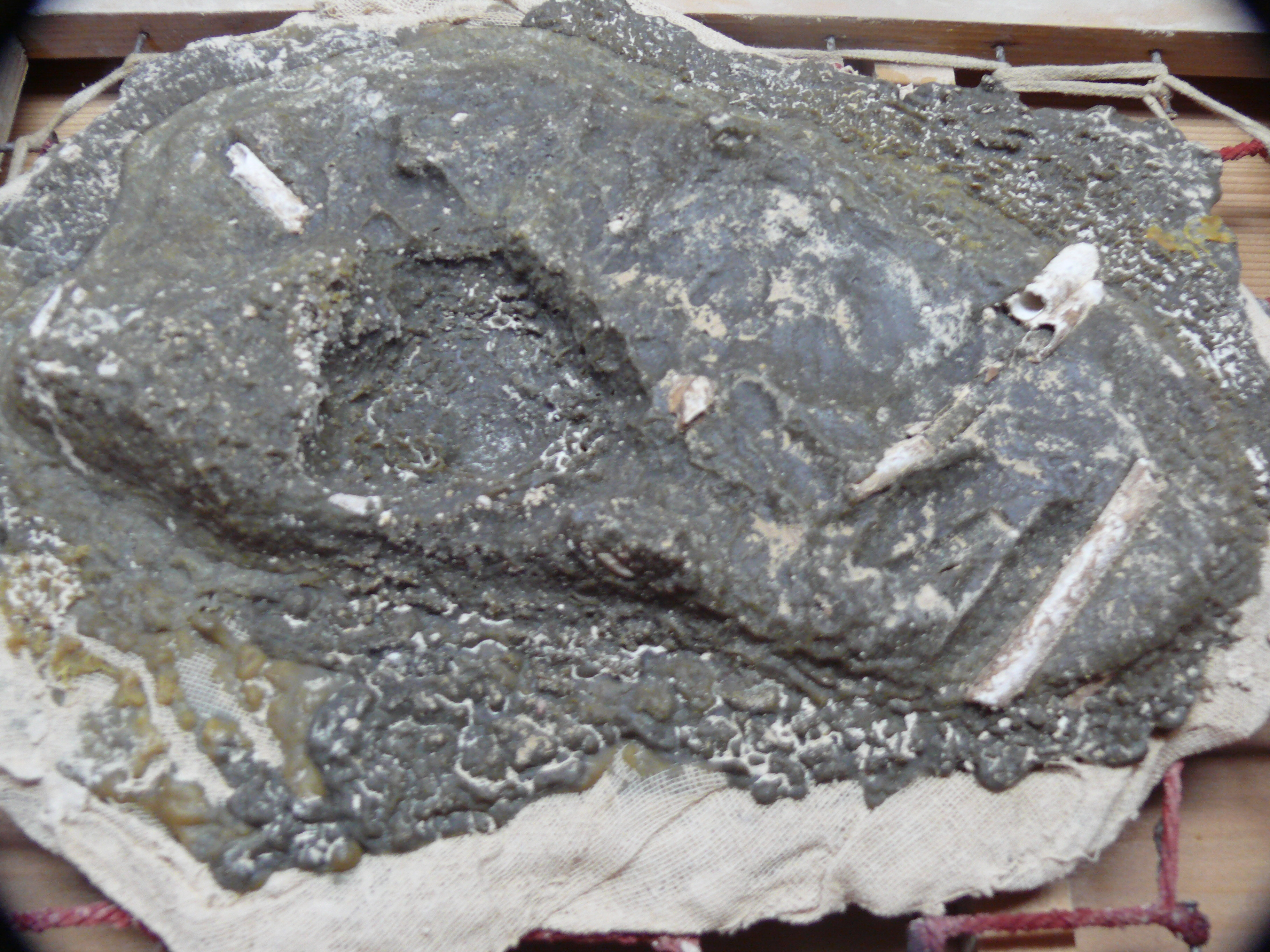
Urma de picior ridicată de profesorul Cantemir Rișcuția

- 1974 constată că urma de picior a Omului de la Vârtop găsită în Peștera Ghețarul de la Vârtop aparține omului de Neanderthal. În 2005 dr. Bogdan Onac stabilește în laboratorul de datare Uraniu‑Thoriu, de la Universitatea din Bergen, Norvegia că urma are peste 62000 ani[8]
- 1975: sala "Evoluția omului" la Muzeul Național al Banatului din Timișoara care a existat până în 1980[1]
- 1975: 13 reconstituiri în sala de antropologie la Muzeul Regiunii Porților de Fier din Drobeta-Turnu Severin[1]
- înființează laboratorul de Antropobiologie la Institutului „Victor Babeș” în timp ce a activat aici ca cercetător științific, unde inițiază teme de cercetare antropologică populațională[1]

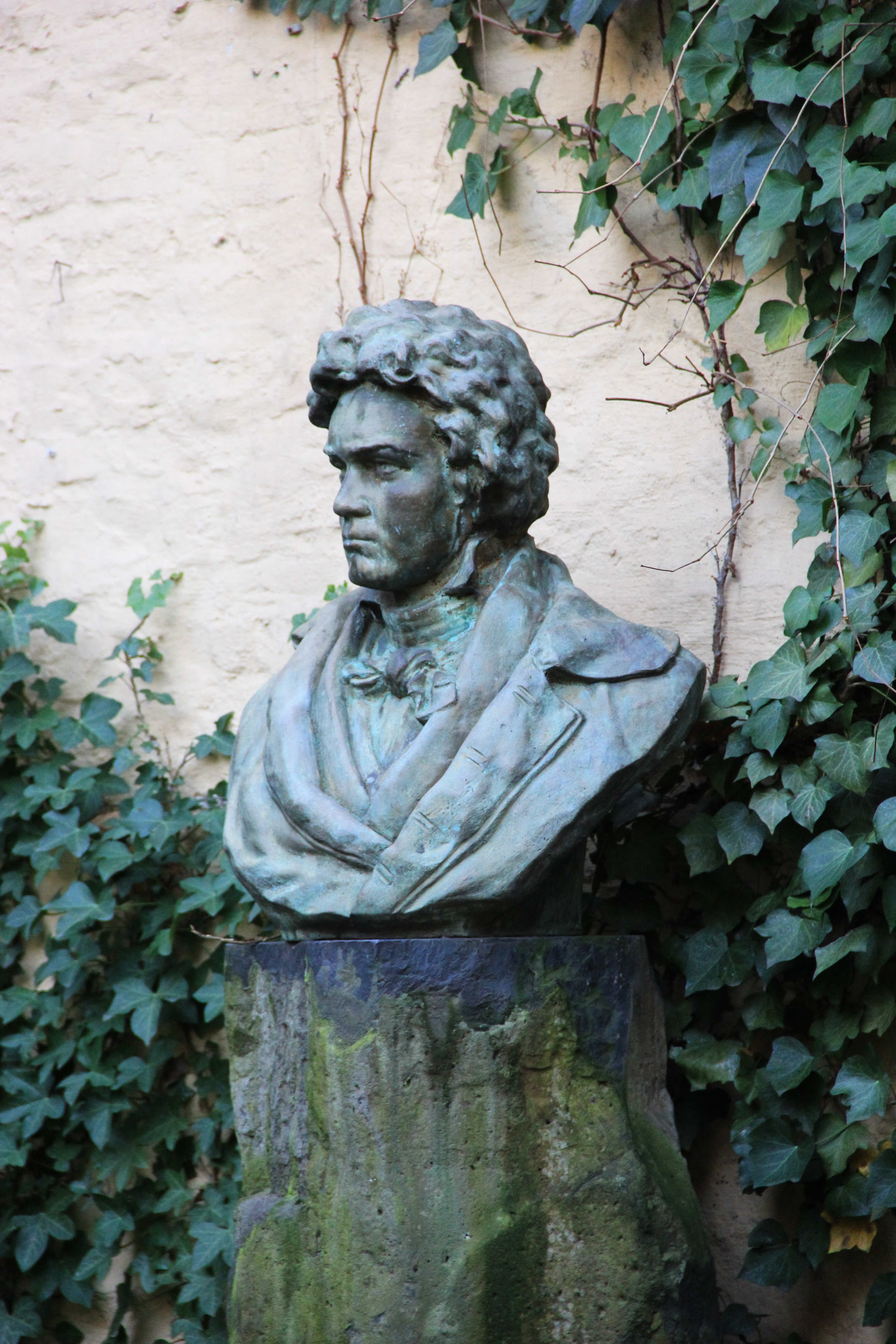
Bustul lui Beethoven de prof. Cantemir Rișcuția

- cercetare antropologică în 22 de sate din Munții Apuseni, investigând peste 6000 de localnici, rezultatele studiului fiind publicate anual în Temele de plan ale Institutului „Victor Babeș”[1]
- reconstituirea a doi războinici și o femeie din epoca epipaleolitică, de la Schela Cladovei, și o femeie din neolitic, aparținând culturii Boian‑Vărăști. Unul din războinici se află la Muzeul Regiunii Porților de Fier[1]
- reconstituirea fizionomiei pictorului Ion Andreescu după craniul găsit în cimitirul de la Mănăstirea Snagov[1]
- 1991: Curs de Antropologie (Prelegeri de antropologie)[9]
- 1992: înființează primul laborator de antropologie medico‑legală la Institutul Național de Medicină Legală „Prof. Dr. Mina Minovici”[1]
- 12.10.1994–06.02.1995: Expoziția „Reconstituirea antropologică – sinteză a științei și artei” la Muzeul Național de Istorie Naturală „Grigore Antipa”[1]
- 1995–1998: bustul lui Ludwig van Beethoven reconstruit după o mască din tinerețe a compozitorului, turnat în bronz în două exemplare, unul donat Casei memoriale Beethoven din Bonn în 1998[10] și celălalt donat Filarmonicii din Arad[1]